# 30 août 2009
Le dimanche 30 août 2009 est le 242e jour de l'année 2009.

## Décès
- Nick Clements (né le 5 octobre 1940), linguiste américain

## Événements
- Les élections législatives au Japon donnent la victoire au Parti démocrate du Japon (PDJ), qui met fin à cinquante-cinq ans de règne quasi-ininterrompu du Parti libéral-démocrate (PLD).
- Élection présidentielle gabonaise de 2009
- Élections législatives en Allemagne : Sarre, Saxe, Thuringe
- Châteauroux Classic de l'Indre 2009
- Fin du championnat d'Europe de hockey sur gazon masculin 2009
- Fin des championnats du monde d'aviron 2009
- Grand Prix automobile de Belgique 2009
- Fin de la série télévisée espagnole Escenas de matrimonio
- Fin de la série télévisée japonaise Kamen Rider Decade